# متحف كفيسجيان للفنون
متحف كفيسجيان للفنون المعروف أيضا باسم مؤسسة متحف كفيسجيان هو متحف للفنون في يريفان، أرمينيا مستوحة من رؤية مؤسسه جيرارد كفيسجيان افتتح في نوفمبر 2009.
يقع المتحف في مقاطعة كينترون المركزية وحول شلال يريفان حيث يعتبر مجمعا من السلالم الضخمة مع نوافير تمتد صعودًا من حدائق شارع تمانيان ومنطقة المشاة.
يقدم المتحف مجموعة واسعة من المعارض، مستمدة من مجموعة جيرارد كفيسجيان للفن المعاصر، بالإضافة إلى معرض الأعمال الفنية الفريدة، كما يقدم برنامجا متنوعا من المحاضرات والأفلام والحفلات الموسيقية والعديد من المبادرات التعليمية للبالغين والأطفال.
أكثر من مليون شخص زاروا المركز سنوياً منذ افتتاحه. يتم توجيه المتحف وتشغيله من قبل مؤسسة متحف كفيسجيان.

## معرض صور

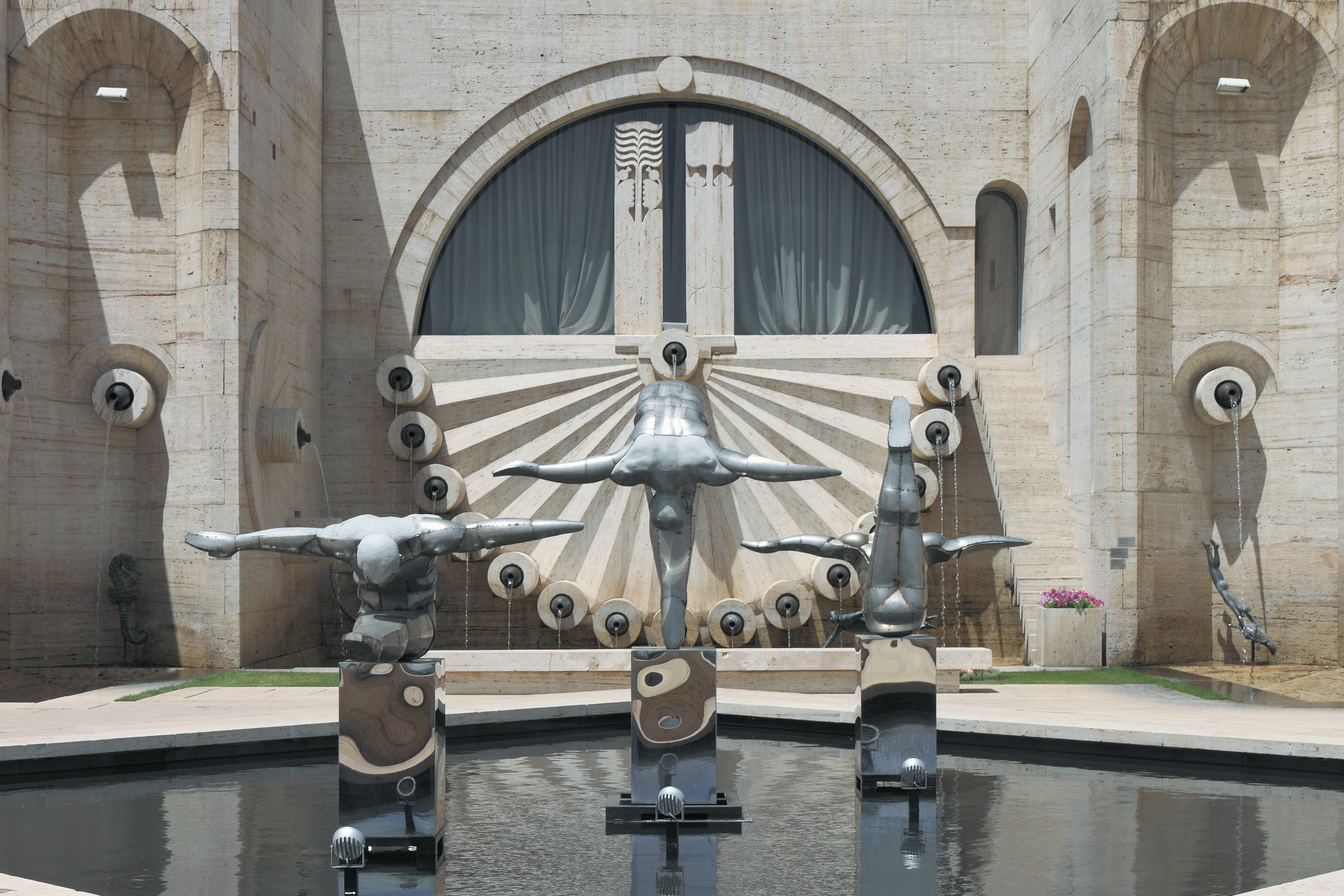
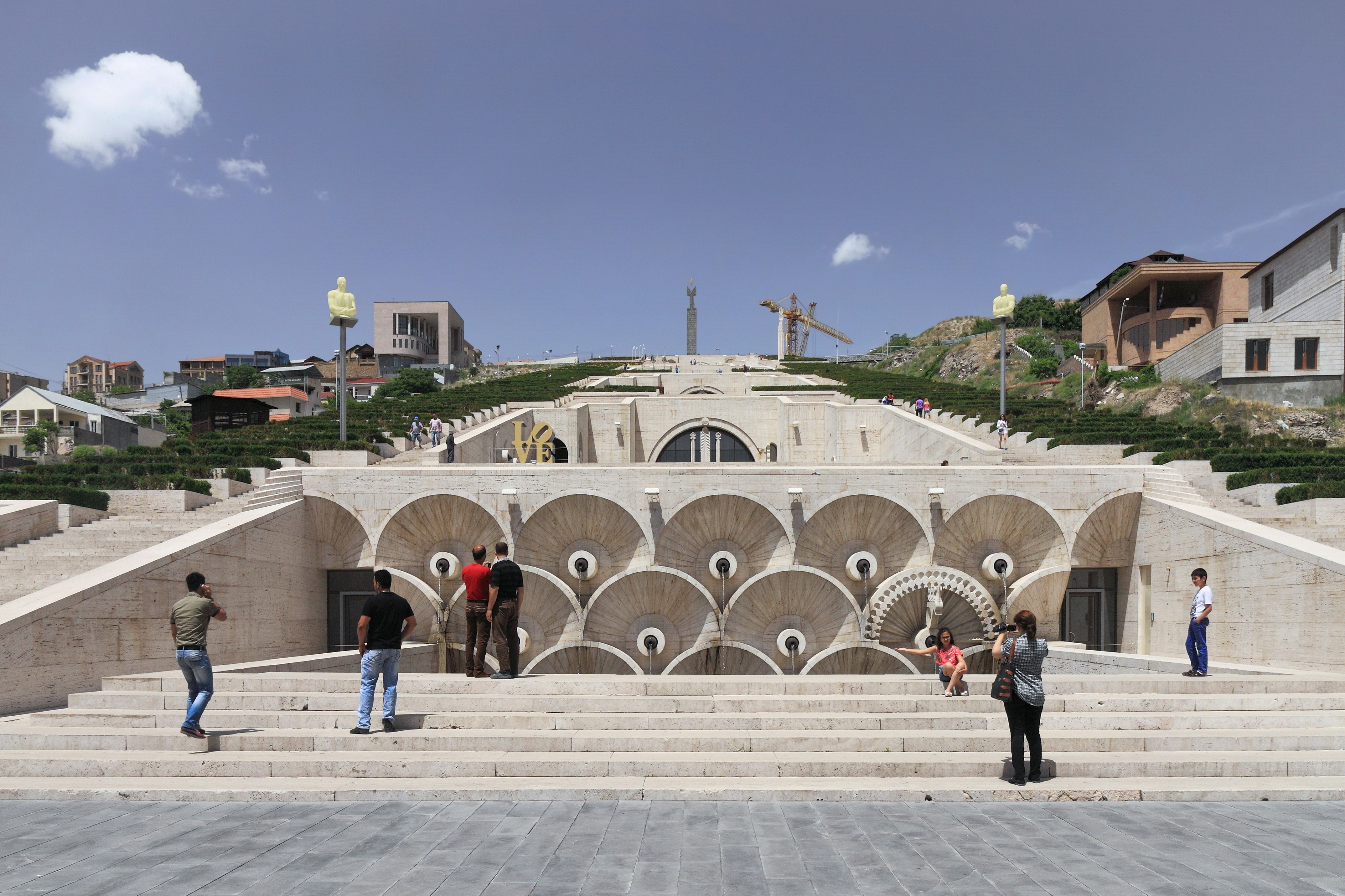
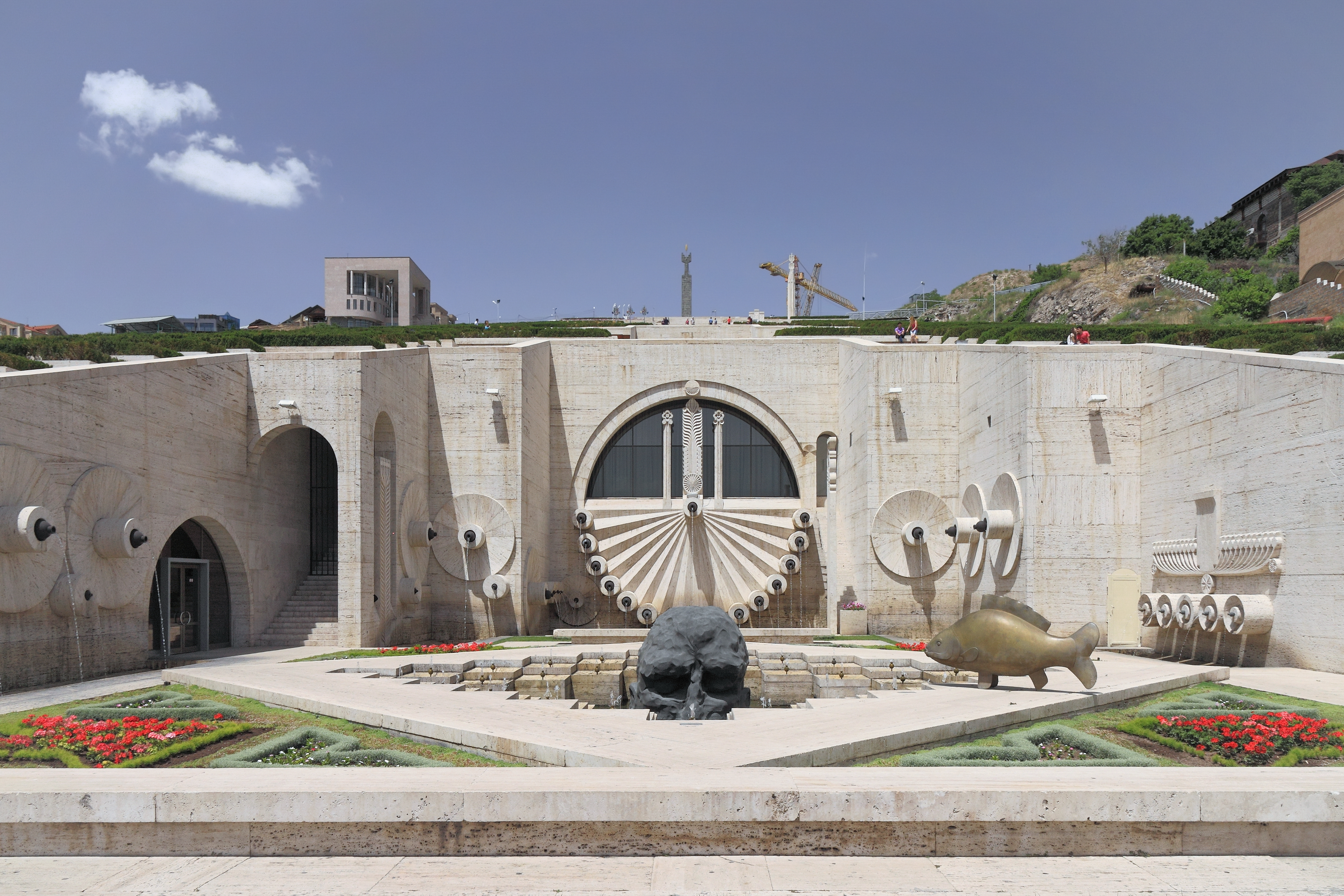
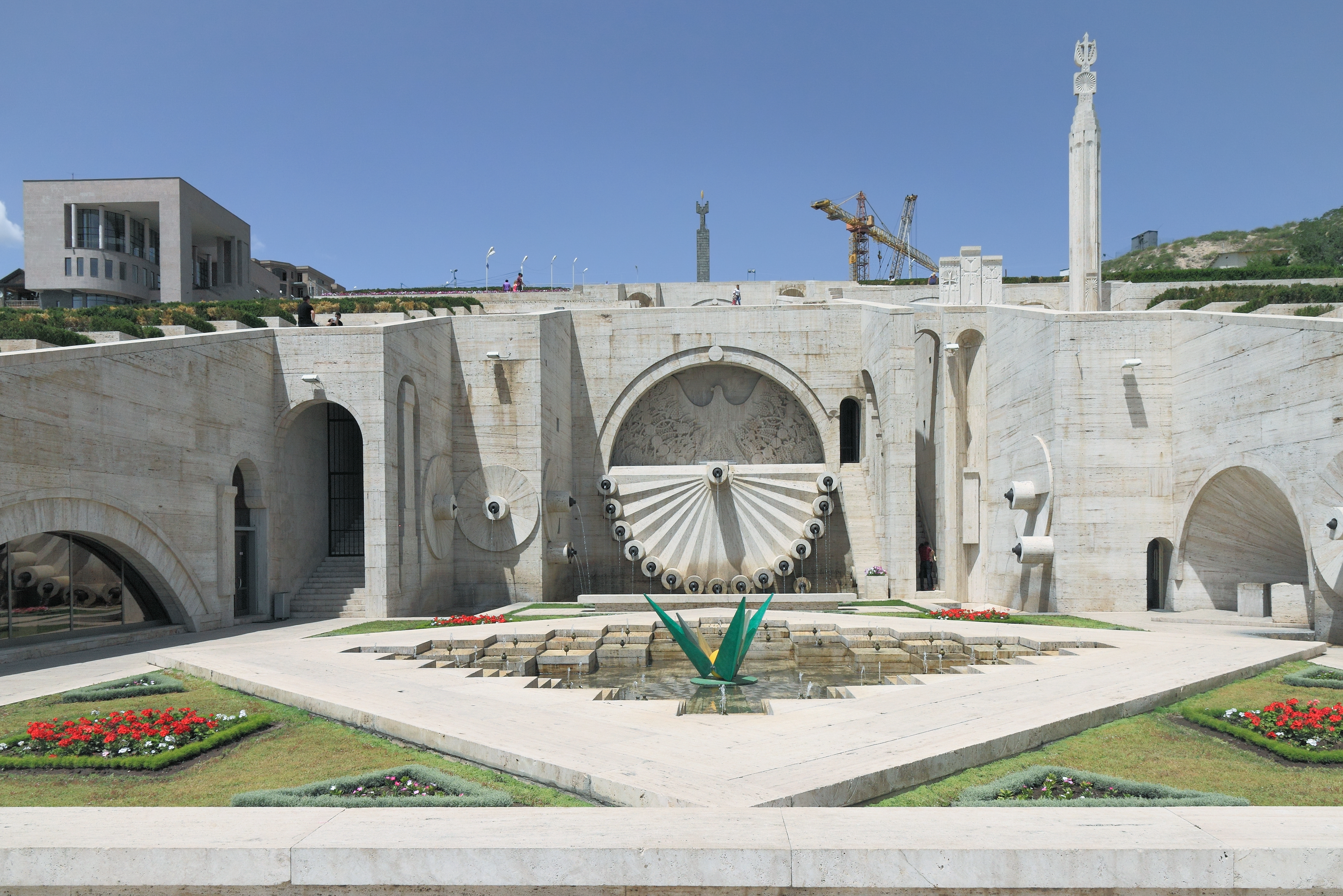
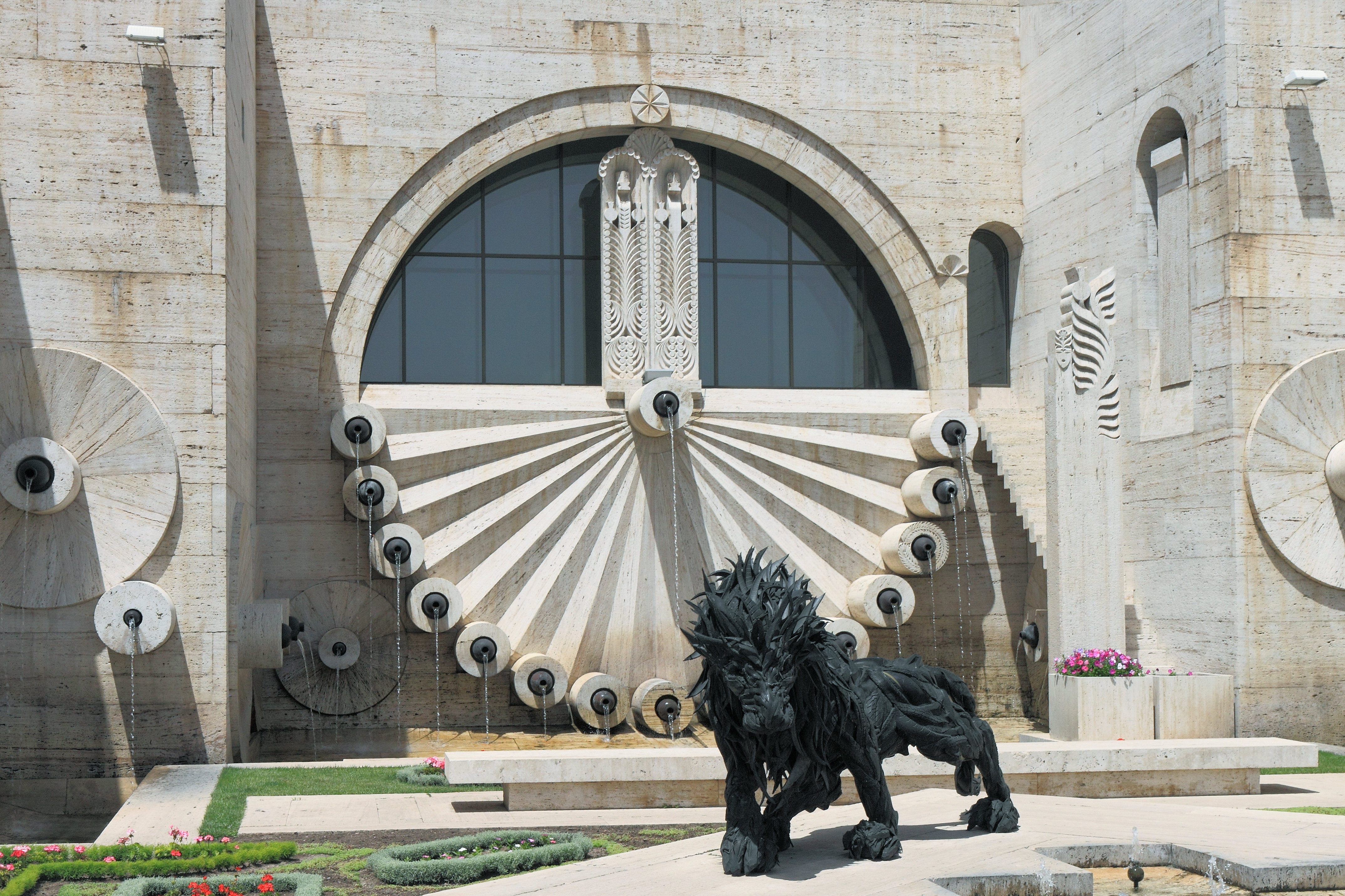